# 천사채
천사채(kelp noodles)는 해조류에서 추출한 알긴산을 증류시켜 만든 젤리같은 추출물로 만든 반투명한 국수이다. 한국에서는 배대열(㈜황금손 대표)가 먹어도 살이 찌지 않는 건강식품을 연구하던 도중 "먹으면 몸이 가벼워져서 천사처럼 하늘을 날 수 있다"는 의미로 천사채를 개발했다. 천사채에 밀가루나 녹말이 첨가되지는 않는다. 천사채는 식감이 쫄깃하며 칼로리가 낮다. 날것으로도 먹을 수 있지만, 맛이 심심하므로 취향에 따라 향신료와 함께 물에 넣어 요리하기도 한다.
중국, 그리스, 아일랜드 등의 다양한 문화권에서 다시마류를 식용하지만, 제일 많이 식용하는 나라 일본에서는 해조면(海藻麺) 이라고 불리며 1,500년 전부터 다시마와 해조를 먹어왔다.

## 주 재료
다시마 또는 우뭇가사리를 물에 담그면 끈적한 성분이 나오는데, 이를 해초산(알긴산)이라고 불린다. 해초산을 밀가루나 녹말가루에 섞어 증류시켜 만든 것이 천사채이다.

## 영양
천사채에는 콜레스테롤, 지방, 글루텐이 없으며 영양분이 풍부하다. 1/2 컵에는 나트륨 186 mg, 칼슘 134 mg, 철분 2.28 mg, 비타민 52.8 µg이 함유되어 있으며 아이오딘도 풍부하다. 심장병을 앓는 사람들은 나트륨과 아이오딘을 충분히 섭취할 필요가 있다.

## 용도
천사채는 무미해서, 샐러드나 회 밑에 까는 용도로 쓰인다. 주 재료 해초산에는 점성다당류라는 식이섬유가 들어있어 장에 유익하며, 저칼로리여서 다이어트 식품으로도 유명하다.
천사채는 주로 아시아의 여러 국가들의 식탁에 탄수화물 함량이 낮은 밥, 국수 대체제로 올라온다. 천사채는 수프, 샐러드, 볶음요리, 채소 곁들임 요리에 흔히 사용된다. 천사채는 그 자체만으로는 아무 맛도 없기 때문에 무엇과 같이 먹느냐에 따라 맛이 결정된다. 천사채는 온라인 쇼핑몰이나 건강식품마켓에서 구매할 수 있으며, 식당에서도 국수나 밥 대신 천사채를 활용하기 시작하고 있다.
무글루텐 음식에 대한 수요가 치솟고 있기 때문에, 건강을 신경 쓰는 소비자들 사이에서 점점 천사채의 인기가 오르고 있다.

## 참고 문헌
- Ladd, Chris (2009년 4월 29일). “Kelp: something different from the sea”. 《Boston Globe》.
- Pete Evans (2014). 《Healthy Every Day》. Pan Macmillan Australia. 259쪽. ISBN 978-1-74351-790-1.
- Jessica Nadel (2015). 《Greens 24/7》. Experiment LLC. 14쪽. ISBN 978-1-61519-227-4.